# Neto Potiguar
Antônio Carlos da Silva Neto (Natal, 29 oktober 1985) is een Braziliaans voetballer die onder de naam Neto Potiguar als aanvaller speelt.